# Saison 2020-2021 de la LNH
Saison précédente Saison suivante
La saison 2020-2021 est la 103e saison de la Ligue nationale de hockey (LNH), un exercice écourté à 56 matchs avec une modification des divisions (Est, Centrale, Ouest et Nord) en raison de la pandémie de Covid-19. Le calendrier comprend uniquement des matchs intradivisions et toutes les équipes des divisions s'affrontent à huit reprises sauf la division Nord, composée de toutes les franchises canadiennes (neuf ou dix fois). Seules les quatre premières équipes de chaque division participent aux séries éliminatoires, qui se jouent au meilleur de sept matchs pour tous les tours. 

## Contexte
Le 20 décembre 2020, la Ligue et l'Association des joueurs s'entendent sur la tenue d'une saison écourtée en raison des impacts de la pandémie de Covid-19 en Amérique du Nord. La saison débute le 13 janvier 2021 et se termine le 19 mai 2021. En parallèle, la LNH met en place un protocole de la Covid-19, avec un maximum de 50 personnes lors des déplacements d'une équipe, un seul hôtel choisi par la LNH, ou une quarantaine de 10 jours avant de reprendre son activité pour un joueur asymptomatique ayant contracté le coronavirus. Ce protocole est adapté au fur et à mesure de l'avancement la saison par la ligue. Il entraîne de nombreux reports de matchs qui obligent à retarder la fin de la saison régulière, initialement prévue le 8 mai 2021, et qui se termine finalement le 19 mai, exceptionnellement après le début des séries éliminatoires qui commencent le 15 mai. Les trois derniers matchs de la saison se jouent les 16, 17 et 19 mai entre les Canucks de Vancouver et les Flames de Calgary qui ne sont pas qualifiés pour les séries.

## Saison régulière
Le 20 décembre, la Ligue dévoile son projet pour une saison régulière à 56 matchs et un réalignement temporaire en quatre divisions :
- Centrale : Hurricanes de la Caroline, Blackhawks de Chicago, Blue Jackets de Columbus, Stars de Dallas, Red Wings de Détroit, Panthers de la Floride, Predators de Nashville, Lightning de Tampa Bay ;
- Est : Bruins de Boston, Sabres de Buffalo, Devils du New Jersey, Islanders de New York, Rangers de New York, Flyers de Philadelphie, Penguins de Pittsburgh, Capitals de Washington ;
- Nord : Flames de Calgary, Oilers d'Edmonton, Canadiens de Montréal, Sénateurs d'Ottawa, Maple Leafs de Toronto, Canucks de Vancouver, Jets de Winnipeg ;
- Ouest : Ducks d'Anaheim, Coyotes de l'Arizona, Avalanche du Colorado, Kings de Los Angeles, Wild du Minnesota, Sharks de San José, Blues de Saint-Louis, Golden Knights de Vegas.

### Classements

#### Division Ouest
| Clt   | Équipe                  | PJ | V  | D  | DP | BP  | BC  | Pts |
| ----- | ----------------------- | -- | -- | -- | -- | --- | --- | --- |
| +001, | Avalanche du Colorado   | 56 | 39 | 13 | 4  | 197 | 133 | 82  |
| +002, | Golden Knights de Vegas | 56 | 40 | 14 | 2  | 191 | 124 | 82  |
| +003, | Wild du Minnesota       | 56 | 35 | 16 | 5  | 181 | 160 | 75  |
| +004, | Blues de Saint-Louis    | 56 | 27 | 20 | 9  | 169 | 170 | 63  |
| +005, | Coyotes de l'Arizona    | 56 | 24 | 26 | 6  | 153 | 176 | 54  |
| +006, | Kings de Los Angeles    | 56 | 21 | 28 | 7  | 143 | 170 | 49  |
| +007, | Sharks de San José      | 56 | 21 | 28 | 7  | 151 | 199 | 49  |
| +008, | Ducks d'Anaheim         | 56 | 17 | 30 | 9  | 126 | 179 | 43  |

- En gras : champion de la saison régulière
- En italique : qualifié pour les séries éliminatoires

#### Division Centrale
| Clt   | Équipe                    | PJ | V  | D  | DP | BP  | BC  | Pts |
| ----- | ------------------------- | -- | -- | -- | -- | --- | --- | --- |
| +001, | Hurricanes de la Caroline | 56 | 36 | 12 | 8  | 179 | 136 | 80  |
| +002, | Panthers de la Floride    | 56 | 37 | 14 | 5  | 189 | 153 | 79  |
| +003, | Lightning de Tampa Bay    | 56 | 36 | 17 | 3  | 181 | 147 | 75  |
| +004, | Predators de Nashville    | 56 | 31 | 23 | 2  | 156 | 154 | 64  |
| +005, | Stars de Dallas           | 56 | 23 | 19 | 14 | 158 | 154 | 60  |
| +006, | Blackhawks de Chicago     | 56 | 24 | 25 | 7  | 161 | 186 | 55  |
| +007, | Red Wings de Détroit      | 56 | 19 | 27 | 10 | 127 | 171 | 48  |
| +008, | Blue Jackets de Columbus  | 56 | 18 | 26 | 12 | 137 | 187 | 48  |

- En italique : qualifié pour les séries éliminatoires

#### Division Nord
| Clt   | Équipe                 | PJ | V  | D  | DP | BP  | BC  | Pts |
| ----- | ---------------------- | -- | -- | -- | -- | --- | --- | --- |
| +001, | Maple Leafs de Toronto | 56 | 35 | 14 | 7  | 187 | 148 | 77  |
| +002, | Oilers d'Edmonton      | 56 | 35 | 19 | 2  | 183 | 154 | 72  |
| +003, | Jets de Winnipeg       | 56 | 30 | 23 | 3  | 170 | 154 | 63  |
| +004, | Canadiens de Montréal  | 56 | 24 | 21 | 11 | 159 | 168 | 59  |
| +005, | Flames de Calgary      | 56 | 26 | 27 | 3  | 156 | 161 | 55  |
| +006, | Sénateurs d'Ottawa     | 56 | 23 | 28 | 5  | 157 | 190 | 51  |
| +007, | Canucks de Vancouver   | 56 | 23 | 29 | 4  | 151 | 188 | 50  |

- En italique : qualifié pour les séries éliminatoires

#### Division Est
| Clt   | Équipe                 | PJ | V  | D  | DP | BP  | BC  | Pts |
| ----- | ---------------------- | -- | -- | -- | -- | --- | --- | --- |
| +001, | Penguins de Pittsburgh | 56 | 37 | 16 | 3  | 196 | 156 | 77  |
| +002, | Capitals de Washington | 56 | 36 | 15 | 5  | 191 | 163 | 77  |
| +003, | Bruins de Boston       | 56 | 33 | 16 | 7  | 168 | 136 | 73  |
| +004, | Islanders de New York  | 56 | 32 | 17 | 7  | 156 | 128 | 71  |
| +005, | Rangers de New York    | 56 | 27 | 23 | 6  | 177 | 157 | 60  |
| +006, | Flyers de Philadelphie | 56 | 25 | 23 | 8  | 163 | 201 | 58  |
| +007, | Devils du New Jersey   | 56 | 19 | 30 | 7  | 145 | 194 | 45  |
| +008, | Sabres de Buffalo      | 56 | 15 | 34 | 7  | 138 | 199 | 37  |

- En italique : qualifié pour les séries éliminatoires

### Statistiques

#### Meilleurs pointeurs
| Joueur           | Équipe                 | PJ | B  | A  | Pts | +/- | Pun |
| ---------------- | ---------------------- | -- | -- | -- | --- | --- | --- |
| Connor McDavid   | Oilers d'Edmonton      | 56 | 33 | 72 | 105 | +21 | 20  |
| Leon Draisaitl   | Oilers d'Edmonton      | 56 | 31 | 53 | 84  | +29 | 22  |
| Bradley Marchand | Bruins de Boston       | 53 | 29 | 40 | 69  | +26 | 46  |
| Mitchell Marner  | Maple Leafs de Toronto | 55 | 20 | 47 | 67  | +21 | 20  |
| Auston Matthews  | Maple Leafs de Toronto | 52 | 41 | 25 | 66  | +21 | 10  |
| Mikko Rantanen   | Avalanche du Colorado  | 52 | 30 | 36 | 66  | +30 | 34  |
| Patrick Kane     | Blackhawks de Chicago  | 56 | 15 | 51 | 66  | -7  | 14  |
| Nathan MacKinnon | Avalanche du Colorado  | 48 | 20 | 45 | 65  | +22 | 37  |
| Mark Scheifele   | Jets de Winnipeg       | 56 | 21 | 42 | 63  | -4  | 12  |
| Sidney Crosby    | Penguins de Pittsburgh | 55 | 24 | 38 | 62  | +8  | 26  |

#### Meilleurs gardiens
Le tableau ci-dessous présente les dix premiers gardiens classés par le nombre de victoires obtenues.
| Gardien            | Équipe(s)               | PJ | V  | D  | Pr. | Min   | BC  | Moy  | %Arr | Bl | Pun |
| ------------------ | ----------------------- | -- | -- | -- | --- | ----- | --- | ---- | ---- | -- | --- |
| Andreï Vassilevski | Lightning de Tampa Bay  | 42 | 31 | 10 | 1   | 2 523 | 93  | 2,21 | 92,5 | 5  | 0   |
| Philipp Grubauer   | Avalanche du Colorado   | 40 | 30 | 9  | 1   | 2 366 | 77  | 1,95 | 92,2 | 7  | 0   |
| Marc-André Fleury  | Golden Knights de Vegas | 36 | 26 | 10 | 0   | 2 146 | 71  | 1,98 | 92,8 | 6  | 2   |
| Tristan Jarry      | Penguins de Pittsburgh  | 39 | 25 | 9  | 3   | 2 185 | 100 | 2,75 | 90,9 | 2  | 8   |
| Connor Hellebuyck  | Jets de Winnipeg        | 45 | 24 | 17 | 3   | 2 602 | 112 | 2,58 | 91,6 | 4  | 0   |
| Jacob Markström    | Flames de Calgary       | 43 | 22 | 19 | 2   | 2 487 | 111 | 2,68 | 90,4 | 3  | 2   |
| Juuse Saros        | Predators de Nashville  | 36 | 21 | 11 | 1   | 2 051 | 78  | 2,28 | 92,7 | 3  | 2   |
| Mike Smith         | Oilers d'Edmonton       | 32 | 21 | 6  | 2   | 1 846 | 71  | 2,31 | 92,3 | 3  | 6   |
| Vítek Vaněček      | Capitals de Washington  | 37 | 21 | 10 | 4   | 2 115 | 95  | 2,69 | 90,8 | 2  | 0   |
| Semion Varlamov    | Islanders de New York   | 36 | 19 | 11 | 4   | 2 116 | 72  | 2,04 | 92,9 | 7  | 2   |

## Séries éliminatoires
|  | 1er tour          | 1er tour    | 1er tour  |   |            | 2e tour  | 2e tour | 2e tour |  |   | Demi-finales | Demi-finales | Demi-finales |  |   | Finale   | Finale | Finale |
|  |                   |             |           |   |            |          |         |         |  |   |              |              |              |  |   |          |        |        |
|  | C1                | Caroline    | 4         |   |            |          |         |         |  |   |              |              |              |  |   |          |        |        |
|  | C4                | Nashville   | 2         |   |            |          |         |         |  |   |              |              |              |  |   |          |        |        |
|  | C4                | Nashville   | 2         |   | C1         | Carolina | 1       |         |  |   |              |              |              |  |   |          |        |        |
|  | Division Centrale |             |           |   | C1         | Carolina | 1       |         |  |   |              |              |              |  |   |          |        |        |
|  |                   | C3          | Tampa Bay | 4 |            |          |         |         |  |   |              |              |              |  |   |          |        |        |
|  | C2                | C3          | Tampa Bay | 4 | Floride    | 2        |         |         |  |   |              |              |              |  |   |          |        |        |
|  | C2                |             |           |   | Floride    | 2        |         |         |  |   |              |              |              |  |   |          |        |        |
|  | C3                | Tampa Bay   | 4         |   |            |          |         |         |  |   |              |              |              |  |   |          |        |        |
|  | C3                | Tampa Bay   | 4         |   |            |          |         |         |  | 1 | Las Vegas    | 2            |              |  |   |          |        |        |
|  |                   |             |           |   |            |          |         |         |  | 1 | Las Vegas    | 2            |              |  |   |          |        |        |
|  |                   | 4           | Montréal  | 4 |            |          |         |         |  |   |              |              |              |  |   |          |        |        |
|  | E1                | 4           | Montréal  | 4 | Pittsburgh | 2        |         |         |  |   |              |              |              |  |   |          |        |        |
|  | E1                |             |           |   | Pittsburgh | 2        |         |         |  |   |              |              |              |  |   |          |        |        |
|  | E4                | New York    | 4         |   |            |          |         |         |  |   |              |              |              |  |   |          |        |        |
|  | E4                | New York    | 4         |   | E4         | New York | 4       |         |  |   |              |              |              |  |   |          |        |        |
|  | Division Est      |             |           |   | E4         | New York | 4       |         |  |   |              |              |              |  |   |          |        |        |
|  |                   | E3          | Boston    | 2 |            |          |         |         |  |   |              |              |              |  |   |          |        |        |
|  | E2                | E3          | Boston    | 2 | Washington | 1        |         |         |  |   |              |              |              |  |   |          |        |        |
|  | E2                |             |           |   | Washington | 1        |         |         |  |   |              |              |              |  |   |          |        |        |
|  | E3                | Boston      | 4         |   |            |          |         |         |  |   |              |              |              |  |   |          |        |        |
|  | E3                | Boston      | 4         |   |            |          |         |         |  |   |              |              |              |  | 4 | Montréal | 1      |        |
|  |                   |             |           |   |            |          |         |         |  |   |              |              |              |  | 4 | Montréal | 1      |        |
|  |                   | 2           | Tampa Bay | 4 |            |          |         |         |  |   |              |              |              |  |   |          |        |        |
|  | N1                | 2           | Tampa Bay | 4 | Toronto    | 3        |         |         |  |   |              |              |              |  |   |          |        |        |
|  | N1                |             |           |   | Toronto    | 3        |         |         |  |   |              |              |              |  |   |          |        |        |
|  | N4                | Montréal    | 4         |   |            |          |         |         |  |   |              |              |              |  |   |          |        |        |
|  | N4                | Montréal    | 4         |   | N4         | Montréal | 4       |         |  |   |              |              |              |  |   |          |        |        |
|  | Division Nord     |             |           |   | N4         | Montréal | 4       |         |  |   |              |              |              |  |   |          |        |        |
|  |                   | N3          | Winnipeg  | 0 |            |          |         |         |  |   |              |              |              |  |   |          |        |        |
|  | N2                | N3          | Winnipeg  | 0 | Edmonton   | 0        |         |         |  |   |              |              |              |  |   |          |        |        |
|  | N2                |             |           |   | Edmonton   | 0        |         |         |  |   |              |              |              |  |   |          |        |        |
|  | N3                | Winnipeg    | 4         |   |            |          |         |         |  |   |              |              |              |  |   |          |        |        |
|  | N3                | Winnipeg    | 4         |   |            |          |         |         |  | 2 | Tampa Bay    | 4            |              |  |   |          |        |        |
|  |                   |             |           |   |            |          |         |         |  | 2 | Tampa Bay    | 4            |              |  |   |          |        |        |
|  |                   | 3           | New York  | 3 |            |          |         |         |  |   |              |              |              |  |   |          |        |        |
|  | O1                | 3           | New York  | 3 | Colorado   | 4        |         |         |  |   |              |              |              |  |   |          |        |        |
|  | O1                |             |           |   | Colorado   | 4        |         |         |  |   |              |              |              |  |   |          |        |        |
|  | O4                | Saint-Louis | 0         |   |            |          |         |         |  |   |              |              |              |  |   |          |        |        |
|  | O4                | Saint-Louis | 0         |   | O1         | Colorado | 2       |         |  |   |              |              |              |  |   |          |        |        |
|  | Division Ouest    |             |           |   | O1         | Colorado | 2       |         |  |   |              |              |              |  |   |          |        |        |
|  |                   | O2          | Las Vegas | 4 |            |          |         |         |  |   |              |              |              |  |   |          |        |        |
|  | O2                | O2          | Las Vegas | 4 | Las Vegas  | 4        |         |         |  |   |              |              |              |  |   |          |        |        |
|  | O2                |             |           |   | Las Vegas  | 4        |         |         |  |   |              |              |              |  |   |          |        |        |
|  | O3                | Minnesota   | 3         |   |            |          |         |         |  |   |              |              |              |  |   |          |        |        |

## Récompenses

### Trophées
| Trophée                                                                                     | Vainqueur                                                                         | Finalistes                                                                               |
| ------------------------------------------------------------------------------------------- | --------------------------------------------------------------------------------- | ---------------------------------------------------------------------------------------- |
| Trophée William-M.-Jennings Gardiens de l'équipe ayant accordé le moins de buts             | Marc-André Fleury et Robin Lehner (Golden Knights de Vegas) avec 124 buts alloués | -                                                                                        |
| Trophée Maurice-Richard Meilleur buteur de la saison                                        | Auston Matthews (Maple Leafs de Toronto) avec 41 buts                             | -                                                                                        |
| Trophée Art-Ross Meilleur pointeur de la saison                                             | Connor McDavid (Oilers d'Edmonton) avec 105 points                                | -                                                                                        |
| Trophée Lady Byng Joueur avec le meilleur esprit sportif                                    | Jaccob Slavin (Hurricanes de la Caroline)                                         | - Auston Matthews (Maple Leafs de Toronto) - Jared Spurgeon (Wild du Minnesota)          |
| Trophée Calder Meilleur joueur recrue                                                       | Kirill Kaprizov (Wild du Minnesota)                                               | - Jason Robertson (Stars de Dallas) - Alexander Nedeljkovic (Hurricanes de la Caroline)  |
| Trophée Frank-J.-Selke Meilleur attaquant défensif                                          | Aleksander Barkov (Panthers de la Floride)                                        | - Patrice Bergeron (Bruins de Boston) - Mark Stone (Golden Knights de Vegas)             |
| Trophée Vézina Meilleur gardien de but                                                      | Marc-André Fleury (Golden Knights de Vegas)                                       | - Philipp Grubauer (Avalanche du Colorado) - Andreï Vassilevski (Lightning de Tampa Bay) |
| Trophée James-Norris Meilleur défenseur                                                     | Adam Fox (Rangers de New York)                                                    | - Victor Hedman (Lightning de Tampa Bay) - Cale Makar (Avalanche du Colorado)            |
| Trophée Mark-Messier Joueur au plus grand leadership                                        | Patrice Bergeron (Bruins de Boston)                                               | -                                                                                        |
| Trophée Bill-Masterton Joueur avec le plus de qualités de persévérance et d'esprit d'équipe | Oskar Lindblom (Flyers de Philadelphie)                                           | - Mathew Dumba (Wild du Minnesota) - Patrick Marleau (Sharks de San José)                |
| Trophée Hart Meilleur joueur selon les journalistes                                         | Connor McDavid (Oilers d'Edmonton)                                                | - Nathan MacKinnon (Avalanche du Colorado) - Auston Matthews (Maple Leafs de Toronto)    |
| Trophée Ted-Lindsay Meilleur joueur selon les joueurs                                       | Connor McDavid (Oilers d'Edmonton)                                                | - Sidney Crosby (Penguins de Pittsburgh) - Auston Matthews (Maple Leafs de Toronto)      |
| Trophée Jack-Adams Meilleur entraîneur                                                      | Roderick Brind'Amour (Hurricanes de la Caroline)                                  | - Dean Evason (Wild du Minnesota) - Joel Quenneville (Panthers de la Floride)            |
| Trophée Jim-Gregory Meilleur directeur général                                              | Louis Lamoriello (Islanders de New York)                                          | - Marc Bergevin (Canadiens de Montréal) - William Zito (Panthers de la Floride)          |
| Trophée Conn-Smythe Meilleur joueur des séries                                              | Andreï Vassilevski (Lightning de Tampa Bay)                                       | -                                                                                        |
| Trophée King-Clancy Contribution à la communauté                                            | Pekka Rinne (Predators de Nashville)                                              | - Kurtis Gabriel (Sharks de San José) - Pernell Karl Subban (Devils du New Jersey)       |
| Trophée Lester-Patrick Services rendus au hockey aux États-Unis                             |                                                                                   |                                                                                          |

| Trophée                                                                     | Équipe                            |
| --------------------------------------------------------------------------- | --------------------------------- |
| Trophée des présidents Équipe de la saison régulière avec le plus de points | Avalanche du Colorado             |
| Trophée Clarence-S.-Campbell                                                | Canadiens de Montréal             |
| Trophée Prince de Galles                                                    | Lightning de Tampa Bay            |
| Coupe Stanley Vainqueur des séries                                          | Lightning de Tampa Bay (3e titre) |

### Équipes d'étoiles
| Position       | Joueur             | Équipe                 |
| -------------- | ------------------ | ---------------------- |
| Gardien de but | Andreï Vassilevski | Lightning de Tampa Bay |
| Défenseur      | Adam Fox           | Rangers de New York    |
| Défenseur      | Cale Makar         | Avalanche du Colorado  |
| Ailier gauche  | Bradley Marchand   | Bruins de Boston       |
| Centre         | Connor McDavid     | Oilers d'Edmonton      |
| Ailier droit   | Mitchell Marner    | Maple Leafs de Toronto |

| Position       | Joueur             | Équipe                    |
| -------------- | ------------------ | ------------------------- |
| Gardien de but | Marc-André Fleury  | Golden Knights de Vegas   |
| Défenseur      | Victor Hedman      | Lightning de Tampa Bay    |
| Défenseur      | Douglas Hamilton   | Hurricanes de la Caroline |
| Ailier gauche  | Jonathan Huberdeau | Panthers de la Floride    |
| Centre         | Auston Matthews    | Maple Leafs de Toronto    |
| Ailier droit   | Mikko Rantanen     | Avalanche du Colorado     |

| Position       | Joueur                | Équipe                    |
| -------------- | --------------------- | ------------------------- |
| Gardien de but | Alexander Nedeljkovic | Hurricanes de la Caroline |
| Défenseur      | K'Andre Miller        | Rangers de New York       |
| Défenseur      | Ty Smith              | Devils du New Jersey      |
| Attaquant      | Kirill Kaprizov       | Wild du Minnesota         |
| Attaquant      | Joshua Norris         | Sénateurs d'Ottawa        |
| Attaquant      | Jason Robertson       | Stars de Dallas           |